# 서초동 (드라마)
《서초동》은 2025년 7월 5일부터 2025년 8월 10일까지 방송되었던 tvN 토일 드라마다.

## 기획 의도
매일 서초동 법조타운으로 출근하는 어쏘 변호사(법무법인에 고용돼 월급을 받는 변호사) 5인방의 희로애락 성장기

## 제작진

### 제작사
- 초록뱀미디어

### 극본
- 이승현

### 연출
- 박승우 : MBC 수목 드라마 《W》(공동 연출), MBC 월화 드라마 《파수꾼》(공동 연출), MBC 수목 드라마 《로봇이 아니야》(공동 연출), MBC 수목 드라마 《봄이 오나 봄》(공동 연출), MBC 월화 드라마 《카이로스》(공동 연출) 연출

## 등장 인물

### 주요 인물
- 이종석 : 안주형 역 - 법무법인 경민의 어쏘변호사, 형민빌딩 7층 근무. 빠른 91년생. 9년차 변호사. 희지의 연인.
- 문가영 : 강희지 역 - 법무법인 조화의 어쏘변호사. 형민빌딩 8층 근무, 93년생. 1년차 변호사. 주형의 연인.
- 강유석 : 조창원 역 - 법무법인 충공의 어쏘변호사, 형민빌딩 5층 근무. 빠른 90년생. 4년차 변호사.
- 류혜영 : 배문정 역 - 법무법인 경민의 어쏘변호사, 형민빌딩 7층 근무. 90년생. 8년차 변호사. 지석의 아내.
- 임성재 : 하상기 역 - 법률사무소 호전의 어쏘변호사, 형민빌딩 6층 근무. 89년생. 5년차 변호사.

### 형민빌딩
- 염혜란 : 김형민 역 - 형민빌딩 건물주, 형민빌딩의 소유자.
- 이서환 : 성유덕 역 - 법무법인 충공 대표변호사, 창원의 고용인. 형민빌딩 5층 근무.
- 김지현 : 김류진 역 - 법률사무소 호전 대표 변호사, 상기의 고용인. 형민빌딩 6층 근무.
- 박형수 : 나경민 역 - 법무법인 경민 대표 변호사, 주형과 문정의 고용인. 형민빌딩 7층 근무.
- 정혜영 : 강정윤 역 - 법무법인 조화 대표변호사, 희지의 고용인. 형민빌딩 8층 근무.

### 기타 인물
- 최찬호 : 김승국 역 - 상해죄 항소 사건 의뢰인 역
- 전석찬 : 장현석 역 - 공공 임대주택에 거주하는 의뢰인
- 김태정 : 장수길 역
- 이성우 : 임우성 역
- 양조아 : 이수진 역
- 조범규 : 문동근 역
- 박광재 : 황민구 역
- 미상 : 헤드헌터 역
- 박태린 : 정민규 역
- 허형규 : 이동수 역
- 이정인 : 강창준 역
- 남태우 : 남태우 역 - 안주형의 동창
- 박성준 : 민지훈 역 - 안주형의 동창
- 정동훈 : 안주형의 동창 역
- 소희정 : 최성미 역
- 전진서 : 문찬영 역 - 학교폭력 피해자
- 정유미 : 강준희 역 - 희지의 고모
- 김영웅 : 구동균 역
- 윤태인 : 김상구 역
- 구금비 : 이 주임 역
- 박정언 : 김유진 母 역
- 성병숙 : 정순자 역

### 특별 출연
- 김도훈 : 신입 변호사 역 (1회)
- 고건한 : 박경현 역
- 김경남 : 유동욱 역
- 남윤호 : 차정호 역
- 김태훈 : 김명호 역 - 희지의 고모부
- 윤균상 : 김지석 역 - 대학병원 수술방 간호사, 문정의 남편. (3회, 6회, 9회 ~ 10회)
- 이유영 : 박수정 역 - 주형의 옛연인
- 오대환 : 금성반점 사장 역
- 황정민 : 도미경 역
- 정규수 : 가압류 채무자 역

## 참고 사항
- 이종석, 이서환은 2019년에 방송된 tvN 토일 드라마 〈로맨스는 별책부록〉 이후로 6년 만에 재회하는 작품이다.
- 이종석, 박승우 감독은 2016년에 방송된 MBC 수목 드라마 〈W〉 이후로 9년만에 재회하는 작품이다.
- 드라마 배너 상징에서 “ㅊ”를 *처럼 쓰고 있는데, 서초구 슬로건 배너와 그 형태가 유사하다.
- 방영 첫 주, 이번 작품이 제공 중인 해외 OTT 서비스 주간 순위 상위권에 올랐다. 미국, 브라질, 프랑스, 아랍에미리트, 인도 등 144개 지역에서 이번 작품을 제공 중인 라쿠텐 비키에서 중동, 인도 1위와 미주, 유럽, 오세아니아 2위를, 일본에서는 독점 제공 중인 U-NEXT에서 드라마 2위와 종합 6위를, 대만 아이치이에서 한국 드라마 1위를, 그리고 tvN의 동남아시아판 채널인 tvN Asia 시청률 1위를 차지하였다.[1]